# Capitoli di Girlfriend, Girlfriend
Questa è la lista dei capitoli di Girlfriend, Girlfriend, manga scritto e disegnato da Hiroyuki. È stato serializzato sulla rivista Weekly Shōnen Magazine di Kōdansha dal 4 marzo 2020 al 24 maggio 2023. A partire dal 17 luglio 2020, il manga viene raccolto in volumi tankōbon, sedici al 14 luglio 2023. Uno spot pubblicitario per promuovere la serie, con le doppiatrici Ayana Taketatsu e Ayane Sakura, è stato pubblicato il 23 ottobre 2020.

## Lista volumi
| 1  | 17 luglio 2020 | ISBN 978-4-0651-9743-1 |
| 1  | Capitoli (traduzioni letterali dei titoli) - 1. Anche se non è giusto (それが正しい道じゃなくても?, Sore ga tadashii michi ja nakute mo) - 2. Trattative a due tempi (二股交渉?, Futamata kōshō) - 3. Quel problema specifico (アレの問題?, Are no mondai) - 4. Una notte di dubbi (疑惑の夜?, Giwaku no yoru) - 5. I sentimenti di Nagisa (渚の気持ち?, Nagisa no kimochi) - 6. Non farti un'idea sbagliata (幻滅されたくない?, Genmetsu saretaku nai) - 7. Non farlo sapere a nessuno (バレたくないから?, Baretaku nai kara) - 8. Un posto per noi tre (３人の場所?, Sannin no basho) - 9. Non lasciarmi (捨てられたくない?, Suteraretaku nai) |                        |
| 2  | 17 settembre 2020 | ISBN 978-4-0652-0747-5 |
| 2  | Capitoli (traduzioni letterali dei titoli) - 10. Per favore ritorna (帰ってきてよ?, Kaette kite yo) - 11. Perché io sono... (だって私は...?, Datte watashi wa...) - 12. Fidanzata, fidanzata (彼女と彼女?, Kanojo to kanojo) - 13. Arriva Milika (ミリカ登場?, Mirika tōjō) - 14. Una terza persona?! (３人目！？?, Sanninme!?) - 15. Non vado da nessuna parte (絶対出ていかない?, Zettai dete ikanai) - 16. Il motivo per cui voglio che se ne vada (帰したい理由?, Kaeshitai riyū) - 17. Per quelle due (二人のためなら?, Futari no tame nara) - 18. Caldo e freddo (ツンがデレ?, Tsun ga dere) |                        |
| 3  | 17 novembre 2020 | ISBN 978-4-0652-1409-1 |
| 3  | Capitoli (traduzioni letterali dei titoli) - 19. Cosa si deve fare (やるべきこと?, Yarubeki koto) - 20. Quando gli esterni freddi si sciolgono (ツンがデレデレ?, Tsun ga deredere) - 21. Resta con me (そばにいて?, Soba ni ite) - 22. Quindi abbracciala! (抱いてやれ?, Daite yare) - 23. Così ovviamente innamorata (どう見ても好き?, Dō mite mo suki) - 24. Cercando di essere timida, ma senza successo (ツンのデレがバレ?, Tsun no dere ga bare) - 25. Non importa cosa dici (どんなに言われても?, Donna ni iwarete mo) - 26. Dopo aver baciato qualcuno che non è la sua ragazza (彼女以外の子にキスをされた結果?, Kanojo igai no ko ni kisu o sareta kekka) - 27. Emozionato per le sorgenti termali (温泉楽しみ?, Onsen tanoshimi)                   |                        |
| 4  | 15 gennaio 2021 | ISBN 978-4-06-521960-7 |
| 4  | Capitoli (traduzioni letterali dei titoli) - 28. Solamente in un giorno speciale (非日常だからできること?, Hinichijō da kara dekiru koto) - 29. Sto bene (私は大丈夫ですので?, Watashi wa daijōbu desu no de) - 30. Solo per cinque minuti (二人きりの５分間?, Futari kiri no gofunkan) - 31. VS. Shino (ＶＳ．紫乃?, VS. Shino) - 32. Le cose comuni in una sorgente termale (温泉でありがちなこと?, Onsen de arigachi na koto) - 33. Cosa significa Naoya per Nagisa (渚にとっての直也?, Nagisa ni totte no Naoya) - 34. Anche io, sono... (私だって?, Watashi datte) - 35. Anche Nagisa è una ragazza (渚も彼女?, Nagisa mo kanojo) - 36. Il doppio tempismo (二股なんて絶対に?, Futamata nante zettai ni)                                                |                        |
| 5  | 16 aprile 2021 | ISBN 978-4-06-522885-2 |
| 5  | Capitoli (traduzioni letterali dei titoli) - 37. Svegliati Naoya (目覚めて直也?, Mezamete Naoya) - 38. In quel caso, io... (それなら私は?, Sore nara watashi wa) - 39. Usando mia sorella (妹を使おう?, Imōto o tsukaō) - 40. Un tempo felice (幸せな時間?, Shiawase na jikan) - 41. Andiamo! Pausa estiva (イケイケゴーゴー夏休み?, Ike ike gō gō natsuyasumi) - 42. Per favore Shino (お願い紫乃さん?, Onegai Shino-san) - 43. Viviamo insieme (一緒に住む！?, Issho ni sumu!) - 44. Shino e Saki (紫乃と咲?, Shino to Saki) - 45. Shino e Naoya (紫乃と直也?, Shino to Naoya) |                        |
| 6  | 17 giugno 2021 | ISBN 978-4-06-523588-1 |
| 6  | Capitoli (traduzioni letterali dei titoli) - 46. Eri tu...? (もしかして?, Moshikashite) - 47. Benvenuta Shino (いらっしゃい紫乃さん?, Irasshai Shino-san) - 48. Tenere duro (しっかりして?, Shikkari shite) - 49. Le ragazze e i fuochi d'artificio 1 (?, 花火と彼女1, Hanabi to kanojo 1) - 50. Le ragazze e i fuochi d'artificio 2 (花火と彼女2?, Hanabi to kanojo 2) - 51. Le ragazze e i fuochi d'artificio 3 (花火と彼女3?, Hanabi to kanojo 3) - 52. Le ragazze e i fuochi d'artificio 4 (花火と彼女4?, Hanabi to kanojo 4) - 53. Le ragazze e i fuochi d'artificio 5 (花火と彼女5?, Hanabi to kanojo 5) - 54. Le ragazze e i fuochi d'artificio 6 (花火と彼女6?, Hanabi to kanojo 6)                                                                  |                        |
| 7  | 17 agosto 2021 | ISBN 978-4-06-524478-4 |
| 7  | Capitoli (traduzioni letterali dei titoli) - 55. Non è giusto (ずるい?, Zurui) - 56. Le ragazze e i propositi 1 (彼女と覚悟1?, Kanojo to kakugo 1) - 57. Le ragazze e i propositi 2 (カノジョと覚悟2?, Kanojo to kakugo 2) - 58. Le ragazze e i propositi 3 (カノジョと覚悟3?, Kanojo to kakugo 3) - 59. Le ragazze e i propositi 4 (カノジョと覚悟4?, Kanojo to kakugo 4) - 60. Le ragazze e i propositi 5 (カノジョと覚悟5?, Kanojo to kakugo 5) - 61. Le ragazze e i propositi 6 (カノジョと覚悟6?, Kanojo to kakugo 6) - 62. Le ragazze e i propositi 7 (カノジョと覚悟7?, Kanojo to kakugo 7) - 63. Gli ultimi cinque mesi (決着の５か月間?, Ketchaku no Gokagetsukan)                                                                                  |                        |
| 8  | 15 ottobre 2021 | ISBN 978-4-06-525143-0 |
| 8  | Capitoli (traduzioni letterali dei titoli) - 64. La notte con Shino (紫乃との夜?, Shino to no yoru) - 65. La notte con Mirika (ミリカとの夜?, Mirika to no yoru) - 66. La notte con Nagisa (渚との夜?, Nagisa to no yoru) - 67. La notte con Saki (咲との夜?, Saki to no yoru) - 68. La resa dei conti con le tette (チチバトル?, Chichi Batoru) - 69. L'attacco dei genitori (親、襲来?, Oya, shūrai) - 70. L'attacco dei genitori 2 (親、襲来 2?, Oya, shūrai 2) - 71. A parte questo... (それはそれとして?, Sore wa sore to shite) - 72. Milika e Shino (ミリカ&紫乃?, Mirika & Shino) |                        |
| 9  | 17 gennaio 2022 | ISBN 978-4-06-526606-9 |
| 9  | Capitoli (traduzioni letterali dei titoli) - 73. Sentimenti irremovibili (ゆずれない想い?, Yuzurenai omoi) - 74. Ragazze in vacanza 1 (カノジョとバカンス1?, Kanojo to bakansu 1) - 75. Ragazze in vacanza 2 (カノジョとバカンス2?, Kanojo to bakansu 2) - 76. Ragazze in vacanza 3 (カノジョとバカンス3?, Kanojo to bakansu 3) - 77. Ragazze in vacanza 4 (カノジョとバカンス4?, Kanojo to bakansu 4) - 78. Ragazze in vacanza 5 (カノジョとバカンス5?, Kanojo to bakansu 5) - 79. Ragazze in vacanza 6 (カノジョとバカンス6?, Kanojo to bakansu 6) - 80. La sua determinazione 1 (カノジョの決意1?, Kanojo no ketsui 1) - 81. La sua determinazione 2 (カノジョの決意2?, Kanojo no ketsui 2)                                                               |                        |
| 10 | 15 aprile 2022 | ISBN 978-4-06-527541-2 |
| 10 | Capitoli (traduzioni letterali dei titoli) - 82. La sua determinazione 3 (カノジョの決意3?, Kanojo no ketsui 3) - 83. La sua determinazione 4 (カノジョの決意4?, Kanojo no ketsui 4) - 84. La sua determinazione 5 (カノジョの決意5?, Kanojo no ketsui 5) - 85. La sua determinazione 6 (カノジョの決意6?, Kanojo no ketsui 6) - 86. La sua determinazione 7 (カノジョの決意7?, Kanojo no ketsui 7) - 87. La sua determinazione 8 (カノジョの決意8?, Kanojo no ketsui 8) - 88. La sua determinazione 9 (カノジョの決意9?, Kanojo no ketsui 9) - 89. La sua determinazione 10 (カノジョの決意10?, Kanojo no ketsui 10) - 90. La sua determinazione. E poi. (カノジョの決意。そして。?, Kanojo no ketsui. Soshite.)                                            |                        |
| 11 | 17 giugno 2022 | ISBN 978-4-06-528183-3 |
| 11 | Capitoli (traduzioni letterali dei titoli) - 91. Pulizia (後始末?, Atoshimatsu) - 92. Non ho ottenuto alcun risultato (なんの成果もあげられませんでした?, Nan no seika mo age raremasendeshita) - 93. Puoi bere quando hai 20 anni (お酒は20歳から?, O sake wa 20-sai kara) - 94. La seconda volta è la chiave (2度目が肝心?, 2-dome ga kanjin) - 95. Non so baciare (キスのやりかたがわかりません?, Kisu no yarikata ga wakarimasen) - 96. Studiamo sodo (お勉強を頑張りましょう?, O benkyō o ganbarimashō) - 97. Cosa farai in futuro? (将来どうするの？?, Shōrai dō suru no?) - 98. Segui i tuoi sogni (夢に向かってゴー?, Yume ni mukatte gō) - 99. Superare la prova! (テストを乗り越えろ！?, Tesuto o norikoero!)                                      |                        |
| 12 | 16 settembre 2022 | ISBN 978-4-06-529133-7 |
| 12 | Capitoli (traduzioni letterali dei titoli) - 100. Il corso di Nagisa (渚の進路?, Nagisa no shinro) - 101. La prova di Milica (ミリカとテスト?, Mirika to Tesuto) - 102. Sono preoccupata (アレが気になります?, Are ga ki ni narimasu) - 103. La più grande crisi (最大の危機?, Saidai no kiki) - 104. La terribile Naoya (やばい直也?, Yabai Naoya) - 105. La forza di tutte (みんなのちから?, Min'na nochi kara) - 106. Nagisa e la madre (渚と母?, Nagisa to haha) - 107. Nagisa e il futuro (渚と将来?, Nagisa to shōrai) - 108. I risultati della prova (テストの結果?, Tesuto no kekka) |                        |
| 13 | 17 novembre 2022 | ISBN 978-4-06-529710-0 |
| 13 | Capitoli (traduzioni letterali dei titoli) - 109. Celebrazione (お祝い?, Oiwai) - 110. Altri (他人?, Tanin) - 111. Appuntamento con la ragazza (カノジョとデート?, Kanojo to Dēto) - 112. Appuntamento con Nagisa 1 (渚とデート1?, Nagisa to Dēto 1) - 113. Appuntamento con Nagisa 2 (渚とデート2?, Nagisa to Dēto 2) - 114. Appuntamento con Shino 1 (紫乃とデート1?, Shino to Dēto 1) - 115. Appuntamento con Shino 2 (紫乃とデート2?, Shino to Dēto 2) - 116. Appuntamento con Milika 1 (ミリカとデート1?, Mirika to Dēto 1) - 117. Appuntamento con Milika 2 (ミリカとデート2?, Mirika to Dēto 2) |                        |
| 14 | 17 febbraio 2023 | ISBN 978-4-06-530629-1 |
| 14 | Capitoli (traduzioni letterali dei titoli) - 118. Appuntamento con Milika 3 (ミリカとデート3?, Mirika to Dēto 3) - 119. Appuntamento con Milika 4 (ミリカとデート4?, Mirika to Dēto 4) - 120. Appuntamento con Saki 1 (咲とデート1?, Saki to Dēto 1) - 121. Appuntamento con Saki 2 (咲とデート2?, Saki to Dēto 2) - 122. Appuntamento con Saki 3 (咲とデート3?, Saki to Dēto 3) - 123. Dopo l'appuntamento (デートを終えて?, Dēto o oete) - 124. Indelebile (消せないもの?, Kesenai mono) - 125. Qualcosa che non si può perdere (無くせないもの?, Nakusenai mono) - 126. Abitudini (普通?, Futsū) |                        |
| 15 | 17 aprile 2023 | ISBN 978-4-06-531265-0 |
| 15 | Capitoli (traduzioni letterali dei titoli) - 127. Saki e i sentimenti di tre persone 1 (咲と3人の気持ち 1?, Saki to 3-ri no kimochi 1) - 128. Saki e i sentimenti di tre persone 2 (咲と3人の気持ち 2?, Saki to 3-ri no kimochi 2) - 129. Saki e i sentimenti di tre persone 3 (咲と3人の気持ち 3?, Saki to 3-ri no kimochi 3) - 130. Saki e i sentimenti di tre persone 4 (咲と3人の気持ち 4?, Saki to 3-ri no kimochi 4) - 131. Alla punta della forchetta (二股の先へ?, Futamata no saki e) - 132. La ragazza e il bacio (彼女とキス?, Kanojo to Kisu) - 133. La battaglia finale 1 (最後の戦い 1?, Saigo no tatakai 1) - 134. La battaglia finale 2 (最後の戦い 2?, Saigo no tatakai 2) - 135. La battaglia finale 3 (最後の戦い 3?, Saigo no tatakai 3) |                        |
| 16 | 14 luglio 2023 | ISBN 978-4-06-532187-4 |
| 16 | Capitoli (traduzioni letterali dei titoli) - 136. La battaglia finale 4 (最後の戦い 4?, Saigo no tatakai 4) - 137. La battaglia finale 5 (最後の戦い 5?, Saigo no tatakai 5) - 138. La battaglia finale 6 (最後の戦い 6?, Saigo no tatakai 6) - 139. La battaglia finale 7 (最後の戦い 7?, Saigo no tatakai 7) - 140. La battaglia finale 8 (最後の戦い 8?, Saigo no tatakai 8) - 141. La battaglia finale 9 (最後の戦い 9?, Saigo no tatakai 9) - 142. La battaglia finale 10 (最後の戦い 10?, Saigo no tatakai 10) - 143. Dopo la conquista (決着のあと?, Ketchaku no ato) - 144. Anche lei è la mia ragazza (カノジョも彼女?, Kanojo mo kanojo) |                        |